# Eric di Pomerania
Eric di Pomerania (Darłowo, 1381 o 1382 – Darłowo, 3 maggio 1459) noto anche come Erik af Pommern, Erik VII (titolo danese),  Erik av Pommern (Eirik III) (titolo norvegese) Erik av Pommern (Eric XIII (VIII)) (titolo svedese) o Erik Pomorski (titolo polacco), venne adottato da Margherita I di Danimarca e divenne re ereditario di Norvegia (1389 - 1442), re eletto di Danimarca (1396 - 1439), di Svezia e dell'unione di Kalmar (1396 - 1439).

## Biografia
Eric nacque in Pomerania (Pomorze), inizialmente chiamato Boguslav, era il figlio di Vratislav di Pomerania e di Maria di Meclemburgo, unica nipote vivente di Valdemaro IV di Danimarca, apparteneva quindi al casato dei Greifen. Era inoltre discendente di Magnus III di Svezia e di Haakon V di Norvegia. Il nonno materno di Eric era il Duca Enrico di Meclemburgo, rivale della Regina Margherita nella successione danese nel 1375.
Nel 1406 Re Eric sposò Filippa, figlia di Enrico IV d'Inghilterra e di Maria di Bohun.

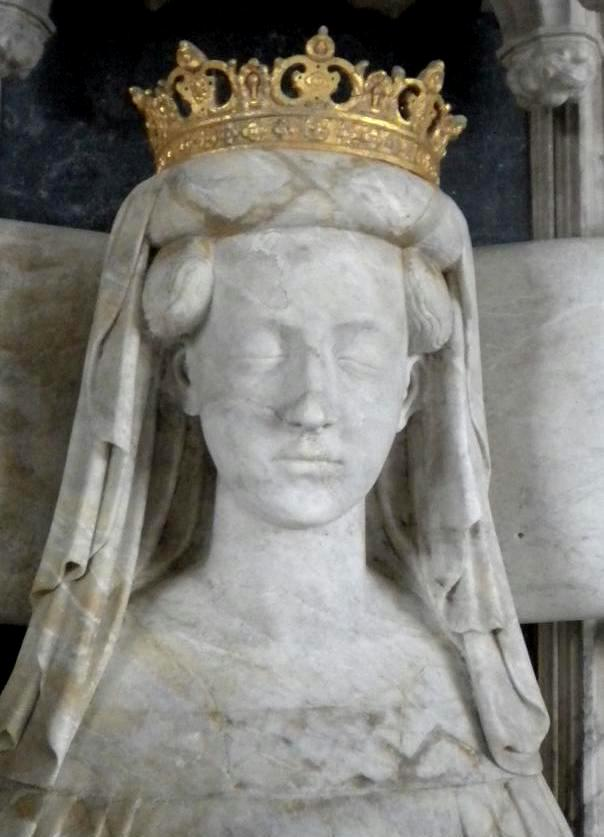
La regina Margherita I di Danimarca

A ragione del suo legame con la casa reale danese, venne scelto come erede da Margherita, sorella di sua nonna, che lo crebbe per farlo diventare suo successore. Alla creazione dell'Unione di Kalmar nel 1397, venne incoronato re dei tre reami, ma finché Margherita rimase in vita, fu in realtà un principe ereditario con il titolo di re.
Da fonti contemporanee Re Eric appare come un carattere intelligente, visionario, energetico e fermo. Che fosse anche un uomo colto e affascinante venne mostrato grazie a un grande giro dell'Europa negli anni 1420. L'altra faccia del suo carattere sembra fosse la sua sanguignità, la mancanza di senso della diplomazia e un'ostinazione che sconfinava nella testardaggine. Queste sono alcune delle spiegazioni del motivo per cui questo re, che probabilmente ereditò il più grande potere che un sovrano danese abbia mai posseduto, riuscì a perdere tutto.
Quasi tutto il regno solitario di Eric fu affetto dal suo duraturo conflitto con i Conti di Holstein. Egli cercò di riconquistare lo Jutland Meridionale (Schleswig) che Margherita aveva ottenuto, ma scelse una politica di guerra invece che una di negoziazioni. Il risultato fu una guerra devastante che non solo finì senza conquista, ma gli fece addirittura perdere le aree dello Jutland Meridionale, che già controllava. Durante questa guerra mostrò molta energia e fermezza, ma anche una notevole mancanza di abilità. Un verdetto imperiale tedesco del 1424, che lo riconosceva come legale regnante dello Jutland Meridionale, venne ignorato dagli Holstein. La lunga guerra fu anche uno sforzo per l'economia danese oltre che per l'Unione del Nord.
Forse il suo atto più duraturo fu l'introduzione dell'Øresundtolden (una tariffa navale) nel 1429, che durò fino al 1857. Con questa egli si assicurò una grande e stabile fonte di entrate per il suo regno, che lo rese relativamente ricco e che fece fiorire la città di Elsinore. Eric mostrò il suo interesse per il commercio e la potenza navale danese, ma naturalmente sfidò permanentemente le altre potenze baltiche, in particolare le città anseatiche, contro le quali finì per combattere. Un altro importante evento fu la definitiva trasformazione di Copenaghen in un possedimento reale (1417). Questo fu il passaggio finale nella trasformazione della città in capitale della Danimarca.
Durante gli anni 1430 la politica del re crollò. I contadini e i lavoratori delle miniere iniziarono una ribellione sociale e nazionale nel 1434, che venne ben presto sfruttata dalla nobiltà svedese allo scopo di indebolire il potere del re. Egli dovette cedere alle richieste degli Holstein e della Lega Anseatica e, quando infine anche i nobili danesi iniziarono ad opporglisi, egli semplicemente lasciò la Danimarca (1439) e si stabilì nel suo castello di Visborg nel Gotland (l'odierna contea di Gotland in Svezia), apparentemente una specie di "sciopero reale" che alla fine portò alla sua deposizione.
Nel 1440 a Eric, essendo egli stato deposto in tutti i suoi regni, successe il nipote, Cristoforo di Baviera, designato come suo erede al trono. Nel momento in cui venne deposto come re di Svezia e Danimarca, a Eric venne offerto di regnare solo come Re di Norvegia. Essendo il Regno di Norvegia ereditario, fino al 1459 le successioni di altri regnanti in Norvegia si possono dire illegali. Si narra che rifiutò l'offerta dicendo che era meglio essere un capo pirata nel Gotland che essere il Re di Norvegia.
Cristoforo, suo successore, morì nel 1448, molto prima di lui. Il successivo monarca (che regnò dal 1448 al 1481) fu un parente di Eric, Cristiano I di Danimarca, che era figlio del primo rivale di Eric, il Conte Teodorico di Oldenburg. A lui Eric cedette il Gotland in cambio del permesso di partire per la Pomerania.
Dal 1449 al 1459 Eric governò il ducato di Stolp, parte del Ducato di Pomerania, come Eric I. Morì nel 1459, nel Castello di Rügenwald in Pomerania, ed è sepolto a Darłowo (Rügenwalde), Polonia. Si ritiene che Eric sia stato l'unico sovrano in Scandinavia di discendenza slava.

## Ascendenza
|                                          |                                          |                                          | Genitori                              |  |  | Nonni |  |  | Bisnonni                        |  |  | Trisnonni                       |  |
|                                          |                                          |                                          |                                       |  |  |       |  |  | Vartislao IV, duca di Pomerania |  |  | Boghislao IV, duca di Pomerania |  |
|                                          |                                          |                                          |                                       |  |  |       |  |  | Vartislao IV, duca di Pomerania |  |  | Boghislao IV, duca di Pomerania |  |
|                                          |                                          | Margherita di Rügen                      |                                       |  |  |       |  |  | Vartislao IV, duca di Pomerania |  |  |                                 |  |
| Boghislao V, duca di Pomerania           |                                          |                                          |                                       |  |  |       |  |  | Vartislao IV, duca di Pomerania |  |  |                                 |  |
|                                          |                                          | Elisabetta di Lindow-Ruppin              | Ulrico I, conte di Lindow-Ruppin      |  |  |       |  |  |                                 |  |  |                                 |  |
|                                          |                                          | Elisabetta di Lindow-Ruppin              | Ulrico I, conte di Lindow-Ruppin      |  |  |       |  |  |                                 |  |  |                                 |  |
|                                          |                                          | Elisabetta di Lindow-Ruppin              | Adelaide di Schaden                   |  |  |       |  |  |                                 |  |  |                                 |  |
| Vartislao VII, duca di Pomerania         |                                          | Elisabetta di Lindow-Ruppin              |                                       |  |  |       |  |  |                                 |  |  |                                 |  |
|                                          |                                          | Ernesto I, duca di Brunswick-Grubenhagen | Enrico I, duca di Brunswick-Lüneburg  |  |  |       |  |  |                                 |  |  |                                 |  |
|                                          |                                          | Ernesto I, duca di Brunswick-Grubenhagen | Enrico I, duca di Brunswick-Lüneburg  |  |  |       |  |  |                                 |  |  |                                 |  |
|                                          |                                          | Ernesto I, duca di Brunswick-Grubenhagen | Agnese di Meißen                      |  |  |       |  |  |                                 |  |  |                                 |  |
| Adelaide di Brunswick-Grubenhagen        |                                          | Ernesto I, duca di Brunswick-Grubenhagen |                                       |  |  |       |  |  |                                 |  |  |                                 |  |
|                                          |                                          | Adelaide di Everstein-Polle              | Ermanno III, conte di Everstein-Polle |  |  |       |  |  |                                 |  |  |                                 |  |
|                                          |                                          | Adelaide di Everstein-Polle              | Ermanno III, conte di Everstein-Polle |  |  |       |  |  |                                 |  |  |                                 |  |
|                                          |                                          | Adelaide di Everstein-Polle              | Adelaide di Lippe                     |  |  |       |  |  |                                 |  |  |                                 |  |
| Eric, re di Danimarca                    |                                          | Adelaide di Everstein-Polle              |                                       |  |  |       |  |  |                                 |  |  |                                 |  |
|                                          | Alberto II, duca di Meclemburgo-Schwerin | Enrico II, signore di Meclemburgo        |                                       |  |  |       |  |  |                                 |  |  |                                 |  |
|                                          | Alberto II, duca di Meclemburgo-Schwerin | Enrico II, signore di Meclemburgo        |                                       |  |  |       |  |  |                                 |  |  |                                 |  |
|                                          | Alberto II, duca di Meclemburgo-Schwerin | Anna di Sassonia-Wittenberg              |                                       |  |  |       |  |  |                                 |  |  |                                 |  |
| Enrico III, duca di Meclemburgo-Schwerin | Alberto II, duca di Meclemburgo-Schwerin |                                          |                                       |  |  |       |  |  |                                 |  |  |                                 |  |
|                                          |                                          | Eufemia di Svezia                        | Erik Magnusson, duca di Södermanland  |  |  |       |  |  |                                 |  |  |                                 |  |
|                                          |                                          | Eufemia di Svezia                        | Erik Magnusson, duca di Södermanland  |  |  |       |  |  |                                 |  |  |                                 |  |
|                                          |                                          | Eufemia di Svezia                        | Ingeborg di Norvegia                  |  |  |       |  |  |                                 |  |  |                                 |  |
| Maria di Meclemburgo-Schwerin            |                                          | Eufemia di Svezia                        |                                       |  |  |       |  |  |                                 |  |  |                                 |  |
|                                          |                                          | Valdemaro IV, re di Danimarca            | Cristoforo II, re di Danimarca        |  |  |       |  |  |                                 |  |  |                                 |  |
|                                          |                                          | Valdemaro IV, re di Danimarca            | Cristoforo II, re di Danimarca        |  |  |       |  |  |                                 |  |  |                                 |  |
|                                          |                                          | Valdemaro IV, re di Danimarca            | Eufemia di Pomerania                  |  |  |       |  |  |                                 |  |  |                                 |  |
| Ingeborg di Danimarca                    |                                          | Valdemaro IV, re di Danimarca            |                                       |  |  |       |  |  |                                 |  |  |                                 |  |
|                                          |                                          | Edvige di Schleswig                      | Eric II, duca di Schleswig            |  |  |       |  |  |                                 |  |  |                                 |  |
|                                          |                                          | Edvige di Schleswig                      | Eric II, duca di Schleswig            |  |  |       |  |  |                                 |  |  |                                 |  |
|                                          |                                          | Edvige di Schleswig                      | Adelaide di Holstein-Rendsburg        |  |  |       |  |  |                                 |  |  |                                 |  |
|                                          |                                          | Edvige di Schleswig                      |                                       |  |  |       |  |  |                                 |  |  |                                 |  |